# Nadzikambia
Nadzikambia – rodzaj jaszczurek z rodziny kameleonowatych (Chamaeleonidae).

## Zasięg występowania
Rodzaj obejmuje gatunki występujące we wschodniej Afryce (Malawi i Mozambik).

## Systematyka

### Etymologia
Nadzikambia: nazwa Nadzikambe, oznaczająca w czewa, języku używanym przez plemię, żyjące na obszarze wokół Mlandżi w południowym Malawi, „kameleona”.

### Podział systematyczny
Takson wyodrębniony w 2006 roku z rodzaju Bradypodion. Do rodzaju należą następujące gatunki: 
- Nadzikambia baylissi Branch & Tolley, 2010
- Nadzikambia mlanjensis (Broadley, 1965)